# La descarga
La descarga es un talent show colombiano, que se emite por Caracol Televisión. Es presentado por Jessica Cediel y Carlos Calero. El 2 de noviembre de 2022 se estrenó la primera temporada. El 30 de septiembre de 2024 fue estrenada la segunda temporada.

## Etapas

### Etapa 1: Todos o Nada (El Tocadiscos)
En esta etapa, los cantantes estarán sobre la aguja, deberán cantar por espacio de 2 minutos y 30 segundos y hacer que los cuatro mentores opriman el botón para que permanezcan en competencia. Si uno o todos los mentores no oprimen el botón, serán eliminados. En esta etapa sólo pasan 44 cantantes.

### Etapa 2: La Selección
Luego de completarse los 44 cupos, los mentores deberán armar sus equipos conformados por 11 integrantes. Los participantes deberán cantar por espacio de 2 minutos y 30 segundos, la aguja girará durante todo el tiempo que cante el artista. En cualquier momento de la canción, sonará el timbre y los mentores deberán oprimir el botón en el menor tiempo posible. El mentor que oprima el botón más rápido, se queda con el participante y la aguja se detendrá hacia el mentor que lo seleccionó.

### Etapa 3: La Prueba (Temporada 1)
Tras completarse los equipos, en esta etapa, los mentores cantarán a dueto con sus pupilos. Los dos que menos convenzan a sus mentores, quedarán en riesgo. Deberán cantar nuevamente, y el mentor decidirá quién será eliminado de su equipo. En la primera temporada, para esta etapa, cada equipo queda solamente con 10 participantes que entrarán en el llamado Campamento Musical, en donde los 40 participantes de los 4 equipos conviven en un gran espacio de 2000 m².

### Etapa 4: Convivencia y Canto (Temporada 1)
A partir de esta etapa se usa el Campamento Musical, en el que los 40 participantes estarán juntos y entrenando para sus actuaciones. El mentor escogerá 5 integrantes para que canten en el escenario principal, y salvará a uno de ellos para que en un programa especial llamado "Noche de Descarga" cante a dúo con su mentor. Luego, al final de las presentaciones los tres mentores restantes eliminarán a uno de los integrantes.

### Etapa 3: Canto (Temporada 2)
Para la segunda temporada se elimina la convivencia, y los 44 participantes van al campamento musical. Cada noche, todos los participantes de cada equipo (un equipo por capítulo) deben cantar, al final, el mentor salvará a un integrante para que compita en la "Noche de Descarga", en el que primero canta a dúo con su mentor y seguidamente una canción solos. Después, los mentores restantes escogerán a un integrante para que quede en riesgo de ser eliminado, y los demás participantes del campamento musical con sus votos escogen al segundo participante en riesgo. Luego, el mentor salvará uno de los integrantes, por ende el otro participante queda eliminado.

## Equipo del programa

#### Jurados
| Nombre        | Descripción           | Estilo musical |
| ------------- | --------------------- | -------------- |
| Marbelle      | Cantante              | Música Popular |
| / Gusi        | Compositor y cantante | Pop Latino     |
| Maía          | Cantante              | Tropical       |
| Santiago Cruz | Cantautor             | Pop Latino     |

#### Presentadores
- Carlos Calero Presentador.
- Jéssica Cediel Modelo y presentadora.